# Betashachia angustipennis
Betashachia angustipennis är en fjärilsart som beskrevs av Matsumura 1925. Betashachia angustipennis ingår i släktet Betashachia och familjen tandspinnare. Inga underarter finns listade i Catalogue of Life.